# San Antonio de los Barrera
San Antonio de los Barrera är en ort i Mexiko.   Den ligger i kommunen San Juan de los Lagos och delstaten Jalisco, i den centrala delen av landet, 400 km nordväst om huvudstaden Mexico City. San Antonio de los Barrera ligger 1 841 meter över havet och antalet invånare är 188.
Terrängen runt San Antonio de los Barrera är en högslätt, och sluttar västerut. Runt San Antonio de los Barrera är det ganska tätbefolkat, med 65 invånare per kvadratkilometer. Närmaste större samhälle är Encarnación de Díaz, 15,4 km norr om San Antonio de los Barrera. Trakten runt San Antonio de los Barrera består till största delen av jordbruksmark.